# Diphtheroptila oxyloga
Diphtheroptila oxyloga là một loài bướm đêm thuộc họ Gracillariidae. Nó được tìm thấy ở Nam Phi và Zimbabwe.
Ấu trùng ăn Bridelia species. Chúng có thể ăn lá nơi chúng làm tổ.